# František Josef Mach
František Josef Mach (31. května 1837 Hostouň – 1. července 1914 Kutná Hora) byl český kapelník a skladatel.

## Život
Měl přirozené hudební nadání. Základy dostal u svého učitele Josefa Černého v Hostouni a od ředitele kůru a varhaníka Aloise Strébla v Kutné Hoře. Jako chlapec zpíval sopránové party v chrámovém sboru. Vyučil se zedníkem, ale současně se naučil hrát na všechny dostupné hudební nástroje. Ve skladbě byl zcela samoukem, ale už v 15 letech zkomponoval mši, která si získala velkou oblibu.
Zednické řemeslo opustil a zcela se věnoval hudbě. Od roku 1859 byl členem vojenské myslivecké kapely v Praze, působil i v civilních kapelách a v roce 1867 se stal kapelníkem ostrostřelecké hudby v Kutné Hoře. Přispíval do časopisu Česká hudba. Jeho skladby neměly žádné novátorské ambice. Jeho snahou bylo spíše posluchače pobavit lehčí, přístupnou hudbou.
Jeho syn František Jiří Mach (1869–1952) byl rovněž hudebním skladatelem.

## Dílo (výběr)

### Orchestrální skladby
- Lucifer (opereta)
- Za vlast a krále (melodram)
- Slavnostní předehra
- Národ sobě (předehra, vyšla i tiskem),
- Karel Havlíček Borovský
- Popelka
- Kutnohorská
- Parafráze na „Kde domov můj“ pro křídlovku a orchestr
- Svatební cavatina

### Skladby vyšlé tiskem
- Píseň beze slov pro klavír nebo harmonium (Česká hudba 1, 1895)
- Dvě vánoční praeludia pro varhany (tamtéž 18, 1911)
- Drobnosti
- Do kola
- Z drobností pro dvoje housle
- Český tanec č. 1 pro klavír
- V roztoužení (čtyřhlasý ženský sbor se sopránovým sólem)
- Den radosti a slávy (dva dětské sbory pro dva hlasy)

Zkomponoval velké množství komorních skladeb pro sólové nástroje(housle, viola, hoboj, duety, tria, kvartety). Úspěch měly jeho taneční skladby, kterých napsal okolo stovky. Velkou popularitu měla např. skladba Utíkejte, Prajzi jdou.